# Giurgiș
Giurgiș (węg. Györgyed) – wieś w Rumunii, w okręgu Marusza, w gminie Chețani. W 2011 roku liczyła 13 mieszkańców.